# Diana Zagainova
Diana Zagainova (20 de junio de 1997) es una deportista de Lituania que compite en atletismo. Ganó una medalla de oro en el Campeonato Europeo de Atletismo Sub-23 de 2019, en la prueba de triple salto.